# Kindbergia
Kindbergia ist eine Gattung von Laubmoosen aus der Familie Brachytheciaceae. Die Arten sind in der Holarktis, in Afrika und Südamerika verbreitet. Der Gattungsname ehrt den schwedischen Lehrer und Botaniker Nils Conrad Kindberg (1832–1910).

## Beschreibung
Die Pflanzen sind mittelgroß bis kräftig und grün bis bräunlich-grün. Die niederliegenden oder aufsteigenden bis aufrechten Stämmchen weisen Längsrippen und im Querschnitt einen Zentralstrang auf. In der Regel sind sie sehr locker beblättert und ziemlich regelmäßig fiedrig verzweigt. Die geraden Äste sind dicht oder mäßig dicht kätzchenförmig beblättert.
Die Stämmchenblätter sind aufrecht abstehend bis zurückgekrümmt, aus breit dreieckiger Basis in eine lanzettliche Spitze ausgezogen und gewöhnlich am Stämmchen lang und breit herablaufend. Sie haben gesägte Blattränder; die Blattrippe reicht bis in die obere Blatthälfte und endet zum Teil als austretender Dorn auf der Blattunterseite. Astblätter sind kleiner und schmäler, lanzettlich bis eiförmig-lanzettlich und zugespitzt; die Blattränder sind stark gesägt.
Die Arten sind diözisch. Die papillöse Seta trägt die horizontal geneigte Kapsel mit lang geschnäbeltem Kapseldeckel.

## Systematik und Arten (Auswahl)
Die Arten der Gattung Kindbergia wurden oft der Gattung Eurhynchium zugerechnet. Aufgrund neuerer Forschungsergebnisse wurde die Gattung Kindbergia (ebenso wie Oxyrrhynchium oder Eurhynchiastrum) von Eurhynchium abgetrennt.
Nach Stech & Frey beinhaltet Kindbergia weltweit 8 Arten. Der einzige Vertreter der Gattung in Europa ist:
Kindbergia praelonga (Synonym Eurhynchium praelongum)